# WWF South American Championship
WWF South American Championship était un titre de la World Wrestling Federation de 1979 à 1981.
Elle était réservée au catcheur américain du sud des États-Unis. Le titre a disparu en 1981 car il a été unifié WWF North American Championship et cette union a donné naissance à la WWF Intercontinental Championship, titre secondaire (alors que le South American était de troisième catégorie).
Pat Patterson a été L'unique porteur de cette ceinture pendant 3 ans jusqu'à la réunification en 1981.